# Taxe d'aéroport
La taxe d'aéroport est une des taxes aériennes constituant le prix d’un billet d'avion. 
Ce sont les compagnies aériennes qui la prélèvent pour la reverser à l’État, qui la reverse ensuite aux aérodromes.
Son montant varie selon de nombreux critères comme la taille de l'aérodrome, le trajet des passagers, le poids de l'avion... Le produit de la taxe est utilisé pour réaliser diverses améliorations des infrastructures.

## En France
Depuis le 1er juillet 1999 la taxe d'aéroport " est perçue au profit des personnes publiques ou privées exploitant des aérodromes ou groupements d'aérodromes dont le trafic embarqué ou débarqué s'élève, en moyenne, sur les trois dernières années civiles connues, à plus de 5 000 unités de trafic (UDT).
La taxe d'aéroport est calculée en fonction du nombre de passagers et de la masse de fret et de courrier. Elle est due de manière variable selon la taille de l'aérodrome. Les aéroports et aérodromes sont classés, en fonction du  nombre d'unités de trafic, en trois classes, de 1 à 3.
Le produit de la taxe est affecté pour chaque aérodrome au financement des services de sécurité-incendie-sauvetage, de lutte contre le péril animalier, de sûreté et des contrôles environnementaux.
Par exemple au premier avril 2019, la taxe est ainsi fixée à 10,80 euros par passager pour les aérodromes de Paris (classe 1) alors que le montant est de 6,10 euros à Toulouse (aérodrome de classe 2). Les passagers en correspondance paient également cette taxe mais pour un montant moins élevé, 3,78 euros à Paris par exemple. Le tarif de la taxe est égal à 1 € par tonne de fret et de courrier pour tous les aérodromes ou de groupements d'aérodromes.

## Aux États-Unis
Le montant de la taxe peut aller jusqu'à 4,50 dollars par passager sur les aéroports commerciaux, applicable au maximum deux fois par vol aller, soit 9 dollars au plus.